# Imatra (stacja kolejowa)
Imatra (fiń. Imatran rautatieasema) – stacja kolejowa w Imatra, w regionie Karelia Południowa, w Finlandii. 
Budynek dworca posiada poczekalnię, kasy biletowe oraz kiosk.
Na stacji istnieje tylko jeden tor, nie posiada operacji ładunkowych. Imatra posiada trzy stacje: Imatrankoski, Vuoksenniskan i dworzec centralny Imatra.
Obiekt służy również jako biuro podróży oraz jako lokalny hub, który stał się nowoczesnym centrum turystycznym.
Dworzec kolejowy Imatra jest podzielony na dwie części, dworzec pasażerski Imatra oraz stację towarową Imatra. Stacja towarowa znajduje się 2,7 km od dworca w kierunku Joensuu.

## Linie kolejowe
- Karjalan rata